# گرگوری بیتسون

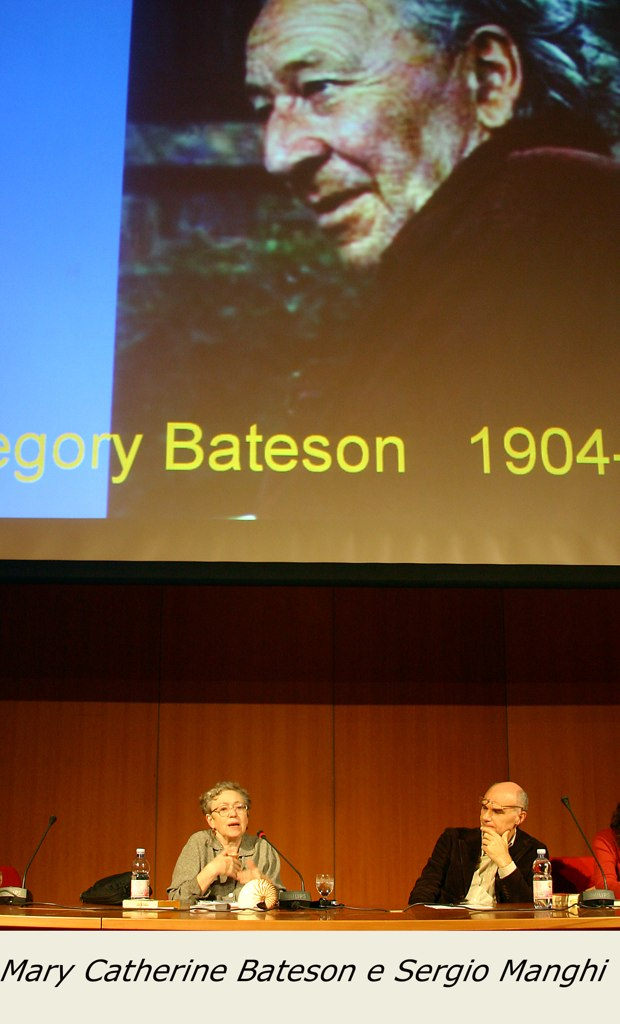
عکسی از بزرگداشت گرگوری بیتسون(احتمالا)

گرگوری بیتسون (انگلیسی: Gregory Bateson; ۹ مهٔ ۱۹۰۴ – ۴ ژوئیهٔ ۱۹۸۰) یک دانشمند ساکن ایالات متحده آمریکا بود. او یک زیست‌شناس، فیلسوف و دانشمند علوم اجتماعی و انسان‌شناسی (آنتروپولوژی) بود که، زمینهٔ اصلی پژوهش‌هایش متمرکز بر مطالعات انسان‌شناسانه، معرفت‌شناسی، تئوریهای ارتباط، زبان‌شناسی، بوم‌شناسی، فلسفهٔ طبیعت و نظریه‌های یادگیری بود. بیتسون حوزه‌های علمی یاد شده را به صورت جنبه‌ها و اجزای مختلف مجموعه‌ای واحد در نظر می‌گرفت که نشاندهندهٔ نظام فکری منسجم سایبرنتیک اوست. اندیشه‌ها و پژوهش‌های بیتسون در درجهٔ اول تحت تأثیر افکار فلسفی افلاطون، تحقیقات روانشناسی زیگموند فروید و کارل گوستاو یونگ، نظریهٔ نوع‌های برتراند راسل و نظریه‌پردازان دانش سایبرنتیک مانند نوربرت وینر (انگلیسی: Norbert Wiener)، وارن مک کولوک (انگلیسی: Warren McCulloch)، جان فن نومن (انگلیسی: John von Neumann) و نظریهٔ اطلاعات کلاود شانون (انگلیسی: Claude Shannon) بود.

## زندگی‌نامه
گرگوری بیتسون در نهم ماه مه سال ۱۹۰۴ در گرنتچستر انگلستان به عنوان فرزند سوم ویلیام بیتسون که پژوهشگر علوم ژنتیک بود، متولد شد. بیتسون در سال ۱۹۲۲ در دانشگاه کمبریج تحصیلات خود در رشتهٔ جانورشناسی را آغاز کرد و در سال ۱۹۲۵ به انسان‌شناسی پرداخت. او برای مطالعات میدانی به میان یکی از اقوام ابتدایی گینه‌نو به نام ایاتمول (انگلیسی: Iatmul) رفت و نتیجهٔ تحقیقاتش را در سال ۱۹۳۲ منتشر کرد. او برای تکمیل تحقیقاتش بعدها دوباره به میان آن قوم رفت و نتیجهٔ تحقیقاتش را در اولین کتاب خود منتشر ساخت. در سفر اخیر خود به گینه‌نو با همسر آیندهٔ خود، مارگارت مید (انگلیسی: Margaret Mead)، که او نیز پژوهشگر رشتهٔ انسان‌شناسی بود آشنا شد و با او ازدواج کرد. تحقیقات مشترک آن دو در سال ۱۹۳۶ در بالی که متمرکز بر خصوصیات مردم بالی بود، بازتاب قابل توجهی در جامعهٔ علمی آن زمان داشت. این زوج یک سال بعد به ایالت متحدهٔ آمریکا نقل مکان کردند و بیتسون به عنوان جامعه‌شناس مشغول کار شد. او از سال ۱۹۴۲ و همزمان با جنگ جهانی دوم، برای دفتر خدمات راهبردی که یک سازمان اطلاعاتی آمریکا بود، در چین، برمه و سیلون (نام قدیم سریلانکا تا سال ۱۹۷۲) مشغول به کار شد. پس از جنگ، بیتسون به عنوان استاد مهمان در دانشکده جدید تحقیقات اجتماعی در نیویورک، دانشگاه هاروارد، دانشکدهٔ پزشکی دانشگاه کالیفرنیا در سانفرانسیسکو و بیمارستان مدیریت جانبازان مشغول به کار شد و در آنجا به تحقیقات خود ادامه داد. او در سال ۱۹۵۱ برای بار دوم ازدواج کرد. ازدواج دوم هشت سال به طول انجامید و به دنبال آن برای سومین و آخرین بار ازدواج کرد. بین سالهای ۱۹۴۶ و ۱۹۵۳ بیتسون یکی از چهره‌های پراهمیت و سرشناس در کنفرانس‌های میسی (انگلیسی: Macy Conferences) بود که در آن دانشمندان رشته‌های مختلف، پایه و اساس نظریهٔ سامانه‌ها و سایبرنتیک را پایه‌گذاری کردند. بیتسون شهرت اصلی خود را مدیون تحقیقاتی است که در سالهای ۱۹۵۱ تا ۱۹۶۲ در دانشگاه استنفورد به عنوان پروفسور مهمان انجام داد. در طی این مدت، پژوهش‌ها و آثار او به‌طور فزاینده‌ای با تئوری ارتباطات و روانشناسی متمرکز بود که در نهایت منجر به ارائهٔ نظریهٔ گرفتاری دوسره یا محظور مضاعف (انگلیسی: double bind theory) توسط او شد. این مفهوم برای توصیف یک خانوادهٔ فرضی به کار می‌رفت که در آن کودک پیام‌هایی متضاد و گیج‌کننده در مورد رفتار، نگرش و احساسات از جانب پدر و مادر خود دریافت می‌کند. در نتیجه کودک برای فرار از موقعیت گیج‌کننده و لاینحل وابستگی مضاعف به حالت روان‌پریشی پس رفت می‌کنند. بیتسون در سال ۱۹۷۶ آخرین کتاب خود به عنوان روان و طبیعت منتشر ساخت و دو سال بعد از آن در سان فرانسیسکو فوت کرد.

## آثار و اندیشه‌ها

### روابط و اطلاعات
بیتسون معتقد بود که طبیعت و انسان بخشی از یک سیستم اطلاعاتی بزرگ هستند و انسان‌ها تمایل ذاتی دارند که با همهٔ موجودات زنده خود را مرتبط و متصل احساس کنند. باید در نظر داشت که وی علاوه بر تحقیق در زمینهٔ روانشناسی، بیولوژی و انسان‌شناسی، برای یک سازمان اطلاعاتی کار می‌کرد و نظریات خود را در این زمینه نیز بسط داده بود. وی تأکید داشت که روابط پایه و اساس یک سازمان را ایجاد می‌کنند، نه قدرت یا توانایی انجام کارها (انرژی). روابطی که از طریق رد و بدل و جابجایی اطلاعات ایجاد می‌شوند به عنوان یک منبع اطلاعات، به مراتب بیش از روابطی که توسط جریانات نیرومند و اعمال قدرت ایجاد می‌شوند، در مورد مفاد و معنای اطلاعات اهمیت دارند.
بیتسون در مقالهٔ از ورسای (پیمان ورسای) تا سابرنتیک اظهار می‌دارد: به‌طور کلی برای پستانداران و طبیعتاً ما انسان‌ها الگوی روابط‌شان از اهمیت بیشتری برخوردار است تا رویدادها و جزییاتی که در حین روابط‌شان رخ می‌دهد. وقتی شما در یخچال را باز می‌کنید و گربه‌تان سر و کله‌اش پیدا می‌شود و صدا از خودش درمی‌آورد، نمی‌گوید که به من شیر بده یا گوشت بده، هر چند ممکن است شما خیلی خوب بدانید که این دقیقاً همان چیزی است که او می‌خواهد. آنچه او در واقع می‌گوید چیزی در مورد رابطهٔ بین خودش و شماست. اگر پیام او را به کلمات ترجمه می‌کردید، احتمالاً چیزی بود شبیه به:وابستگی، وابستگی، وابستگی. او در حقیقت در مورد یک الگوی انتزاعی در یک رابطه صحبت می‌کند. در واقع او با بیان این الگو از شما می‌خواهد که با از یک موضوع عمومی به یک موضوع خاص برسید که همان شیر یا گوشت است. این همان چیزی است که در مورد پستانداران وجود دارد. آنها نگران الگوهای روابط‌شان با دیگران هستند، محبت، نفرت، احترام، وابستگی، اعتماد و موضوعات انتزاعی دیگر.
از دیدگاه بیتسون روابط انسان‌ها و رفتار و احساسات‌شان زمانی آسیب می‌بیند که این الگوها خدشه‌دار شوند، نه رویدادهای جزیی. زمانی که به الگویی اعتماد می‌کنیم و بعد متوجه می‌شویم که آن الگو در اصل خدعه‌ای بیش نبوده یا زمانی که به الگویی اعتماد نمی‌کنیم و بعد متوجه می‌شویم که دچار اشتباده شده‌ایم و بهتر بود که به آن اعتماد می‌کردیم، آن موقع است که از خطای خود به شدت رنج می‌بریم.
از جمله مفاهیمی که بیتسون ابداع کرد، مفهومی بنام اسکیزموژن  یا شکاف‌زایی (schismogenesis) است، که به معنای فرایند زایش اسکیزم (انشقاق و جدایی در گروه‌های اجتماعی) تعریف کرد.
بیتسون نظریه‌ی شکاف‌زایی اش را در مورد ناسازی (دیسکورد) ، بین افراد طرف جنگ بکار برد.
مشاهداتی که او در میان مردم یاتمول (در پاپوآ گینه نو) انجام داده بود، به او اجازه داد تا مفهوم خود را در مورد شکاف‌زایی بپروراند.
او در کتابی تحت عنوان ناون (Naven) در سال ۱۹۳۶که  بر اساس کار میدانی خود در میان یاتمول‌ها نوشته بود، اصطلاح شکاف‌زایی (اسکیزموژن) را این‌گونه تعریف کرد:
«فرایند تمایز در هنجارهای رفتار فردی ناشی از تعامل انباشته بین افراد» (صفحه ۱۷۵).

### دین
بیتسون در خانواده‌ای خداناباور بزرگ شد. با این حال، پدرش اهمیت زیادی به آموزش دانش مذهبی پسران خود و کتاب مقدس داده بود تا آنها به «ملحدانی بی‌مغز» تبدیل نشوند. بیتسون خداناباور باقی ماند و وجود هر گونه موجود یا قدرت فرا طبیعی را رد می‌کرد ماند. تصویر بیتسون از مذهب و دین به شدت تحت تأثیر ملاحظات و اندیشه‌های بوم‌شناسانهٔ وی قرار گرفت. وی امور قدسی و اساس معنویت را در چارچوب موضوعات بوم‌شناسانه جستجو می‌کرد و سعی داشت آنها را تحت عناوینی مانند همساخت‌شناسی (هومولوژی)، فرگشت همگرا (آنالوژی) و استعاره تعریف کند («تمثیلها در علف»): «پرواضح است که کاربرد استعاره منحصر به شعر و ادبیات نیست. همچنین استعاره فقط یک موضوع منطقی خوب یا بد نیست. استعاره، منطقی است که بر اساس آن جهان زیستی ساخته و بنا شده‌است. استعاره اصلی‌ترین ویژگی و موجب پیوستگی سازمان یافته و اتصال فرایندهای ذهنی در این دنیاست». در کتاب «ذهن و طبیعت»، بیتسون پیشاپیش گفت که در کارهای بعدی خود به اموری مانند «زیبایی، امر قدسی، و آگاهی» خواهد پرداخت زیرا به نظر وی، این پدیده‌های مرموز در اصل با یکدیگر مرتبط و پیوسته هستند. او به قول خود عمل کرد و در یک اثر مشترک با دخترش مری کاترین بیتسون (انگلیسی: Mary Catherine Bateson) کتاب فرشتگان می‌ترسند (انگلیسی: Angels Fear) کتابی منتشر کرد که هر کدام نگارش چند فصل را بر عهده گرفته بودند. در این اثر بیتسون بر اساس فرضیهٔ خود مبتی بر وحدت زیست کره اعتقادات رایجی را که در طیفی از مادیگرایی تا فراطبیعت‌گرایی (انگلیسی: Supernaturalism) قرار می‌گرفتند به چالش می‌کشد. بیتسون برخلاف اندیشمندان زمان خود که ریشهٔ دین را سحرپنداری انسان تصور می‌کردند، معتقد بود که اساس دین بر توتم‌گرایی بنا نهاده شده‌است و ریشهٔ دین در ارتباط و اتصال فراطبیعی انسان با محیط زیست‌بومی وی است. او معتقد بود که آیین‌های سحرآلود نوعی دین فاسد و انحطاط یافته هستند، زیرا پیگیری آنها برای رسیدن به اهداف خاصی است که جایگزین تأمل در زمینهٔ علل و اسباب بوم‌شناسی را می‌گیرد و این باور خود را چنین تشریح می‌کند که هدف ابتدایی رقص‌های باران، درخواست برای بارش باران نبوده‌است، بلکه بیان ارتباط و پیوستگی و همبستگی با محیط زیست بوده‌است و در گذر زمان حالت اصلی خود را از دست داده و تبدیل به رقص یا دعای باران شده‌است. در همین زمینه، بیتسون از خدای بوم (انگلیسی: اکو - Eco) سخن می‌گوید.

### سطوح یادگیری
مطالعات بیتسون در مورد جنگ روانی در طول جنگ جهانی دوم منجر به شکل‌گیری نظریهٔ یادگیری او شد. او بر اساس سلسله مراتبی که در نظریهٔ نوع‌های برتراند راسل وجود داشت، یادگیری را در سطوح زیر تعریف کرد:
- یادگیری صفر: سطحی از یادگیری است که مشخصه‌اش جذب اطلاعاتی است که انعطاف‌ناپذیر هستند و در این سطح موجود یادمی‌گیرد به یک محرک ویژه، یک واکنش ویژه نشان بدهد. در این سطح رفتار تکراری و انعطاف‌ناپذیر است و قابلیت انطباق و متناسب نمودن رفتار و واکنش‌ها به تغییرات محیطی یا تغییرات ایجاد شده در محرک وجود ندارد. مانند کامپیوتری که از قبل برنامه‌ریزی شده و پاسخ‌اش به یک محرک خاص، همیشه یکسان است. رفتار چه غلط باشد، چه صحیح باشد قابلیت اصلاح ندارد. پاسخ به محرک، وقتی یادگرفته شده باشد، از پیش تعیین شده‌است و اگر هزار بار هم یک کار تکرار بشود، پاسخ همان خواهد بود، مانند این در ماشین حساب دو به علاوهٔ دو را حساب کنیم، پاسخ همیشه چهار خواهد بود.
- یادگیری سطح یک: سطحی از یادگیری است که در آن با اصلاح اشتباهات توسط مجموعه‌ای از گزینه‌هایی که در دسترس هستند، در ویژگی پاسخ متناسب با شرایط موجود تجدید نظر می‌شود. موجود یادمی‌گیرد در یک بافت ویژه (انگلیسی: context)، واکنش مناسب نشان بدهد. بافت از دسته‌بندی صحیح محرک‌ها ناشی می‌شود که موجب در نظر گرفتن محیط، حالات و شرایطی می‌شود که محرک‌ها در آن رخ می‌دهند. نمونهٔ بارز این سطح از یادگیری شرطی شدن کلاسیک است.
- یادگیری سطح دو: در این سطح، اصلاح آموخته‌های سطح یک رخ می‌دهد یا با تغییر در میزان گزینه‌های انتخابی که می‌توان از آنها استفاده کرد یا با تغییر در ترتیب و توالی تجربیات. این سطح از یادگیری منجر به ایجاد عادت‌های فردی می‌شود و در شخصیت و ارتباطات شخص تأثیر می‌گذارد.
- یادگیری سطح سه: این سطح سازماندهی دوبارهٔ آموخته‌های سطوح قبلی و تغییر در کل سیستم‌های مربوط به مجموعه پاسخ‌ها و تغییرات عمیق رفتاری است. این نوع از یادیگری بسیار نادر است که در نتیجهٔ انتخاب آزادانهٔ موضوع رخ می‌دهد یا در نتیجهٔ یادگیری متناقض. در این سطح یادگیری، بینشی آگاهانه در مورد چگونگی عملکرد ذهن شکل می‌گیرد و تغییری پایدار در پیش‌فرض‌ها و افزایش آگاهی نسبت به آنها در فرد رخ می‌دهد. به‌طور مثال تغییر مذهب، روان‌درمانی یا تغییرات عمیق در شخصیت یا رفتار (که البته می‌توانند مثبت نیز باشند) از این گونه موارد هستند. بیتسون معتقد این نوع یادگیری در برخی از جانداران ابداً وجود ندارد، حتی پستاندارانی مانند سگ‌ها نیز از رسیدن به چنین سطحی محرومند. چنین سطحی از پیامد چنین بینشی روشنگری است. البته این نوع یادگیری می‌تواند در برخی شرایط بیماری‌زا باشد.
- یادگیری سطح چهار: تغییر در یادگیری سطح سوم است و احتمالاً در هیچ موجود زندهٔ بالغی در روی زمین رخ نمی‌دهد. وی معتقد است روند تکاملی موجودات را به سطح سوم یادگیری رسانده‌است و ترکیبی از رشد و تکامل نژادی (انگلیسی: ontogenesis) و تکامل گونه‌ای (تبارزایش) (انگلیسی: Phylogenesis) جانداران است که موجودات را به سطح چهارم یادگیری می‌رساند.